# كينيث سيتون
كينيث ماير سيتون (17 يونيو 1914 - 18 فبراير 1995)، هو مؤرخ أمريكي وخبير في تاريخ أوروبا في العصور الوسطى، وخاصة الحروب الصليبية.
ويُعد أحد أبرز المتخصصين في تاريخ العصور الوسطى.

## من مؤلفاته
- «كتاب النظام البابوي مابين 1204-1751م». (استغرق العمل فيه قرابة غقدين من الزمن)
- وكان قبل وفاته يقوم بإعداد كتاب بعنوان: «تقارير بريطانية من اسطنبول خلال القرن 18م».